# Eschelbronn
Eschelbronn est une commune allemande située dans le Bade-Wurtemberg, dans l'arrondissement de Rhin-Neckar.